# Logitech

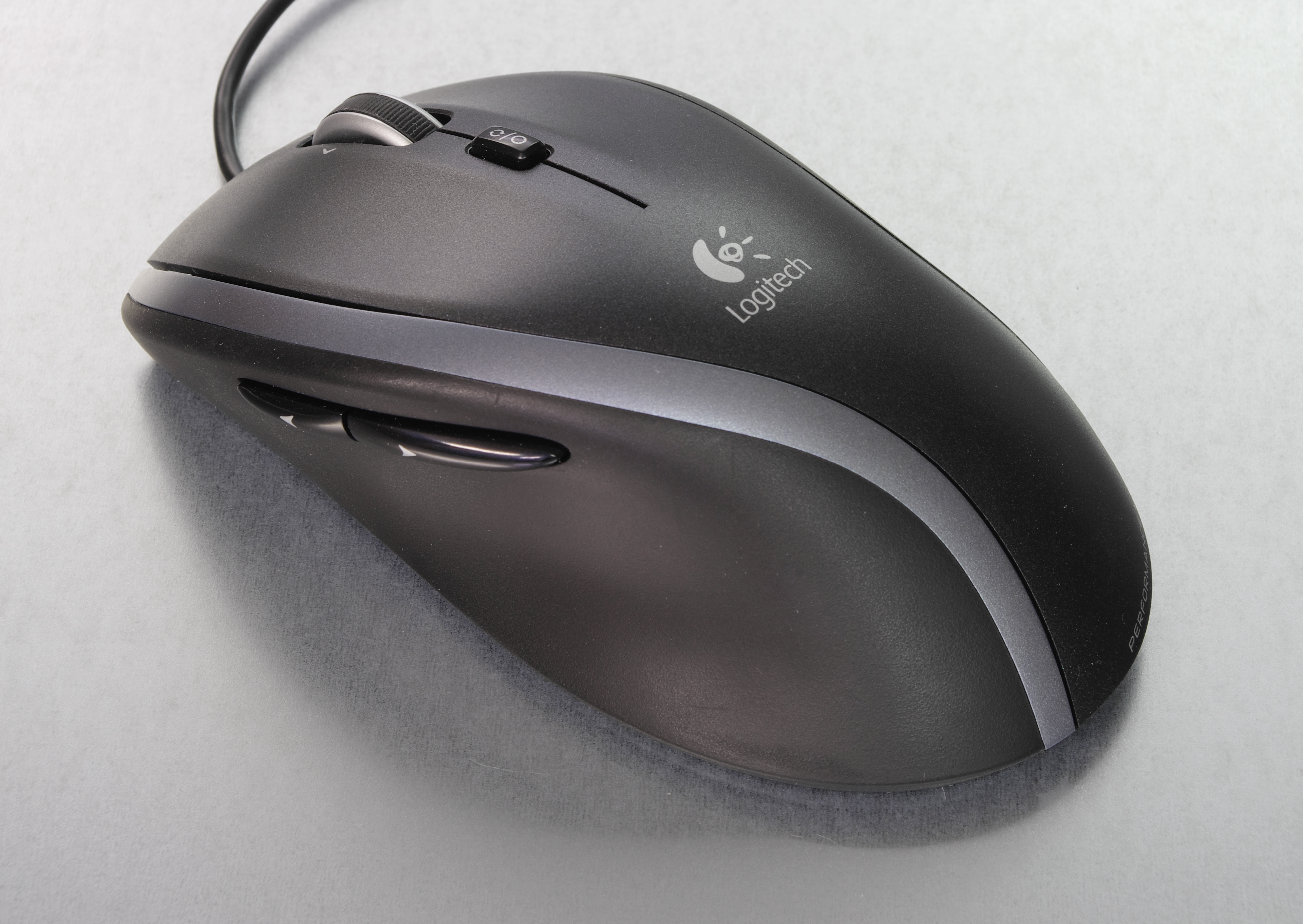
Logitech-mus.

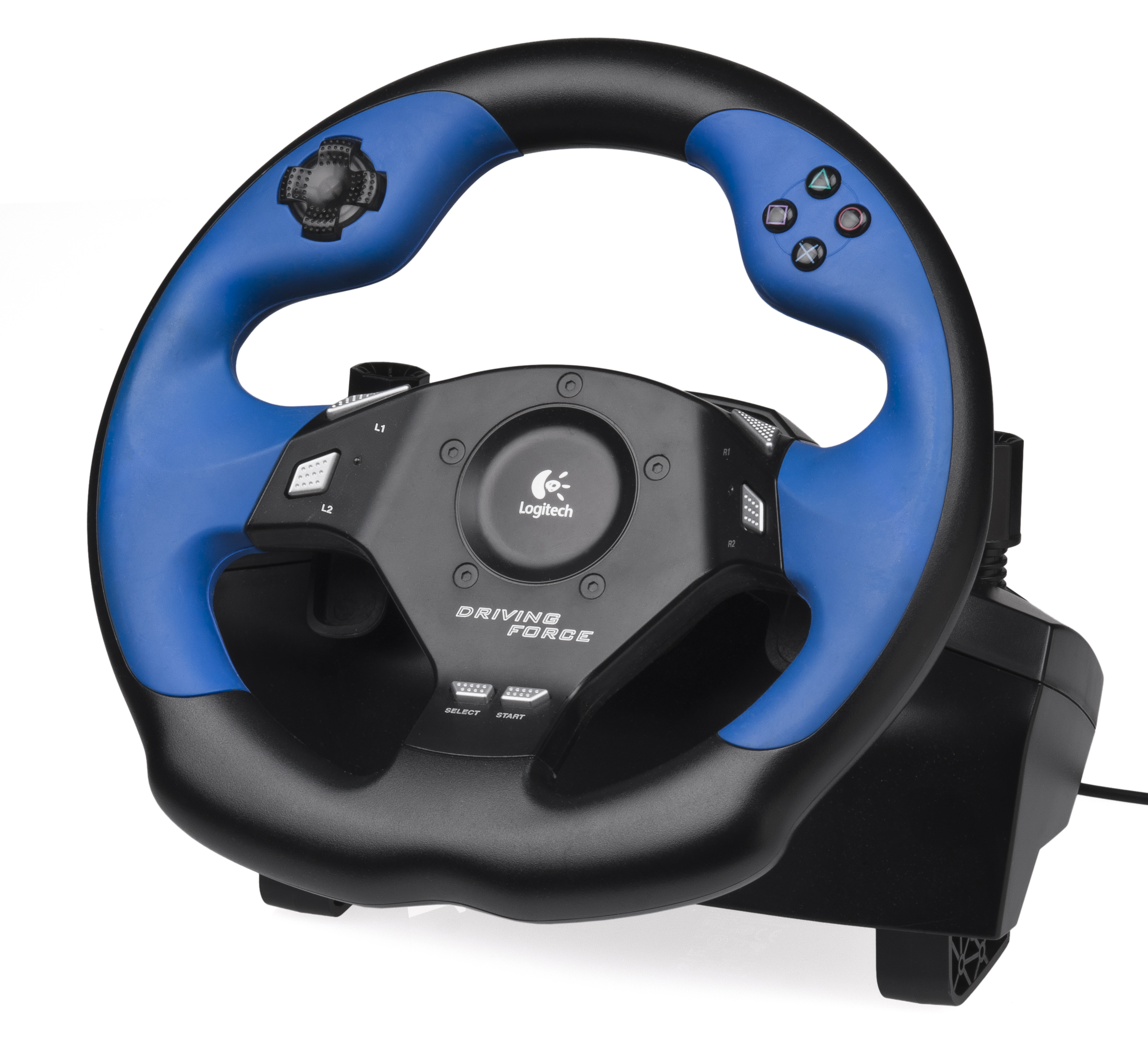
Playstation 3-ratt från Logitech.

Logitech International S.A. (SWX: LOGN, Nasdaq: LOGI) är ett elektronikföretag med över 8 000 anställda. Företaget grundades 1981 i Apples, Schweiz med säte i Fremont i Kalifornien. Logitech utvecklar och tillverkar datormöss, tangentbord, högtalarsystem, webbkameror och liknande tillbehör till persondatorer. Logitech tillverkar också trådlösa handkontroller, rattar och headsets för Xbox och PlayStation.
Logitechs registrerade huvudkontor är beläget i Apples, Schweiz men styrs huvudsakligen från Hsinchu, Taiwan. Företagets marknad är internationell.

## Tillverkning
Den allra första Logitech-musen skapades i Le Lieu i schweiziska Jura av Dubois Depraz SA.
Produktionen började i USA, Taiwan, Irland och flyttade senare till Suzhou, Kina. Sedan 2005 tillverkas cirka hälften av hela Logitechs produktsortiment i Kina. Resten av produktionen är utlokaliserad hos andra och går till kontrakt med andra tillverkare och original design-tillverkare i Asien.
I december 2008 meddelade Logitech att en miljard möss har tillverkats.

## Produkter
- Tangentbord, datormöss och styrkulor (trådbundna och trådlösa modeller).
- Webbkameror.
- Högtalare, 2.0 och 2.1 stereohögtalare och 5.1 högtalarsystem. Det finns även dockningsstationer med högtalare för iPod och PSP.
- PC & Mac, Xbox, Xbox 360, Playstation 2, PS3 och spelhårdvara för PSP, spelkontroller, styrspakar, tangentbord och rattar.
- Hörlurar, headsets och skrivbordsmikrofoner.
- Tillbehör för iPod, MP3-spelare och mobiltelefoner.
- Logitech Harmony Remote.
- Trådlösa ljudsystem.
- io2 Digital Writing System.
- 3Dconnexion 3D-mus

### Artiklar
- Mouse maker reveals how niche players succeed, Swissinfo, 20.4.2006
- How does Logitech's top of the range gaming mouse compare?